# لويس إي. سوير
لويس إي. سوير (بالإنجليزية: Lewis E. Sawyer)‏ هو محامي وسياسي أمريكي، ولد في 24 يونيو 1867 في مقاطعة شيلبي في الولايات المتحدة، وتوفي في 5 مايو 1923 في هت سبرينغز في الولايات المتحدة. حزبياً، نشط في الحزب الديمقراطي. وقد انتخب عضو مجلس النواب الأمريكي.